# 미츠이시 코토노
미쓰이시 고토노(일본어: 三石 琴乃, 1967년 12월 8일 ~ )는 일본의 성우이다.

## 개요
고등학교를 졸업하고 카츠다 성우 학원, 일본 내레이션 연기 연구회를 거쳐 성우로 데뷔하였다.
1993년 급병으로 입원하여 애니메이션《미소녀전사 세일러문》의 제44화~제50화에 출연하지 못했던 일이 있다. 이때의 일에 관해 1995년에 출간된 그녀의 에세이 집 "달·별·태양"(月·星·太陽)의 "입원 일기"에서 상세히 언급하고 있다.
1990년대에는 애니메이션에서 밝은 성격의 미소녀 캐릭터를 연기하는 일이 많았지만, "신세기 에반게리온"에서 카츠라기 미사토를 통해 연상의 성숙한 여성 캐릭터의 매력을 보여주는 데 성공한 이후 2000년대에 들어서는 소위 '누님' 내지는 어머니 캐릭터 역할을 맡는 일이 많아지고 있다.
2007년 기준으로, 애니메이션 더빙과 관련해서는 활동이 비교적 적은 상태이나 외화나 내레이션 분야에서 활동하고 있는 모습을 볼 수 있다.
2007년 11월, 오랜 기간 소속되어 있던 프로덕션인 아츠 비전을 퇴사하여 프리랜서 활동을 시작하였다.
2000년 결혼하여 현재는 2명의 자녀를 두고 있다.

## 출연작

### TV 애니메이션
1991년
- 신세기 그랑프리 사이버 포뮬러 시리즈 (스고 아스카)
- 콤콤 보이 와프로만 (헤이케 이부키)

1992년
- 꽃의 천사 메리벨 (탑)
- 미소녀전사 세일러문 (쓰키노 우사기 / 세일러 문)
- 아랑 전설 (시라누이 마이)

1993년
- 검용전설 야이바 (미네 사야카)
- 요술 소녀 - 제47화 (모토키 마이)
- 미소녀전사 세일러문 R (쓰키노 우사기 / 세일러 문)
- 기신 병단 (페이)

1994년
- 무책임 함장 테일러 (김경화)
- X 사건 미녀 탐정 (로쿠고 나나미)
- 미소녀전사 세일러문 S (쓰키노 우사기 / 세일러 문)

1995년
- 애천사전설 웨딩피치 (가와나미 히로미 / 포타모스)
- 신세기 에반게리온 (가츠라기 미사토)
- 미소녀전사 세일러문 SS (쓰키노 우사기 / 세일러 문)

1996년
- 신 기동세기 건담 X (토니아 마암)
- 미소녀전사 세일러문 ST (쓰키노 우사기 / 세일러 문)

1997년
- 소녀혁명 우테나 (아리스가와 쥬리)
- 열화의 염 (카게로)

1998년
- 집 보는 햄스터 에비츄 (에비츄)
- 바이스 크로이츠 (무라세 아스카)
- 짱구는 못말려 (아게오 마스미 / 차은주)

1999년
- GTO (간자키 우루미)
- 몬스터 팜 (픽시)
- 커렉터 유이 (프리즈)
- 엑셀 사가 (엑셀)
- 마술사 오펜 리벤지 (레티샤)

2000년
- 기어 전사 덴도 (베가 / 구사나기 오리에)
- 멋지다 코니 (러블리 선생)
- 은장 기공 오디안 (힐다)
- 학교 괴담 (미야노시타 가야코)

2001년
- 강철 천사 쿠루미 2 (카구라 미사키)
- 작은 눈의 요정 슈가 (진저)
- 후르츠 바스켓 (소마 카구라)
- 기동 천사 엔젤릭 레이어 (아사미 쇼코)

2002년
- 스파이럴 ~ 추리의 끈 (나루미 마도카)
- 느와르 (미레이유 부케)
- 기동 전사 건담 SEED (마류 라미아스)

2003년
- 정들면 고향 코스모스 장 (히야신스 / 사유리)

2004년
- 기동전사 건담 SEED Destiny (마류 라미아스)

2005년
- 마호라바 ~Heartful Days~ (미나즈키 유우)
- 도라에몽 (노비 타마코)

2006년
- 명탐정 코난 - 제 217화 (미즈나시 레나)
- 러브 겟 CHU ~ 미라클 성우 백서 (다이몬 에리 / 아메미야 아이)

2007년
- 노다메 칸타빌레 (미요시 세이코)
- 샤먼 시스터즈 (히바라 지토세)
- CLAYMORE (진)

2008년
- 닌자의 왕 (세키 하나부사)
- 전력 토끼 (네에상)

2009년
- 원피스 (보아 행콕)

2011년
- 스위트 프리큐어♪ (하미)
- 카니발 판타즘 (아오자키 아오코)

2012년
- NARUTO -나루토- 질풍전 (시젤)
- 남자 고교생의 일상 (담임 선생)

2014년
- 러브 라이브! 러브 라이브 2nd Season (야자와 니코의 엄마)

2016년
- 미소녀전사 세일러문 Crystal 제 3기 (쓰키노 우사기 / 세일러 문)
- 명탐정 코난 "ONE" - 작아진 명탐정 (미즈나시 레나)

2018년
- 좀비랜드 사가 (야마다 타에)
- 팝팀에픽 (피피미[1])

2020년
- 데카당스 (무닌)
- 지박소년 하나코 군 (인어)
- 프린세스 커넥트! Re:Dive (미쓰키)

2021년
- 좀비랜드 사가 리벤지 (야마다 타에)
- 주술회전

### OVA
1988년
- 은하 영웅 전설 (카테로제 폰 크로이첼)

1992년
- 기동 전사 건담 0083 : 지온의 잔광 (스고 아스카)

1993년
- NG 기사 라무네 & 40 DX (실버 마운틴)

1994년
- 은하 영웅 전설 (카테로제 폰 크로이처)
- 사이버 포뮬러 제로 (스고 아스카)

1996년
- 철완 버디 (버디)
- 사이버 포뮬러 사가 (스고 아스카)

1998년
사이버 포뮬러 신 (스고 아스카)
2001년
- 아지무 (아키즈키 쿄코)

### 극장판
1993년
- 극장판 미소녀전사 세일러문 R (쓰키노 우사기 / 세일러 문)
- 메이크 업! 세일러 전사 (쓰키노 우사기 / 세일러 문)

1994년
- 극장판 미소녀전사 세일러문 S (츠키노 우사기 / 세일러 문)

1995년
- 미소녀전사 세일러문 SuperS 세일러 9전사 집결! 블랙 드림 홀 (쓰키노 우사기 / 세일러 문)

1997년
- 신세기 에반게리온 데스 & 리버스 (가츠라기 미사토)
- 신세기 에반게리온 End of Evangelion (가츠라기 미사토)

1998년
- 기동 전함 나데시코 The Prince of Darkness (가이드)

2007년
- 에반게리온 신 극장판 : 서 (가츠라기 미사토)

2016년
- 짱구는 못말려 극장판: 폭풍 수면! 꿈꾸는 세계 대돌격 (아게오 마스미)

2021년
- 극장판 주술회전 0
- 명탐정 코난: 비색의 부재증명 (키르)

2024년
- 기동전사 건담 SEED FREEDOM (마류 라미아스)
- 극장판 짱구는 못말려: 우리들의 공룡일기 (아게오 마스미)

### 게임
1991년
- 뿌요뿌요 (아르르 나쟈)

1994년
- 뿌요뿌요 2 (아르르 나쟈)

1997년
- 사립 저스티스 학원 LEGION OF HEROES (미나즈키 쿄코)

1998년
- 브레이브 팬서 무사시전 (브랜디 대위)
- 미소녀 닌자 모험기 1 ~하늘을 가르는 검~ (코코로)
- 영웅 전설 III - 하얀 마녀 (세가 새턴판) (크리스)

1999년
- 미소녀 닌자 모험기 2 ~충푼의 장~ (코코로)
- 사립 저스티스 학원 열혈 청춘 일기 2 (미나즈키 쿄코)
- 유구 환상곡 3 Perpetual Blue (리제 아키스)

2000년
- 불타라! 저스티스 학원 (미나즈키 쿄코)

2002년
- 데드 오어 얼라이브 3 (크리스티)

2003년
- EVE : burst error Plus (호죠 마리나)

2004년
- 마그나카르타 진홍의 성흔 (리안나)

2005년
- NAMCO x CAPCOM (미나즈키 교코)
- 데드 오어 얼라이브 4 (크리스티)

2006년
- Melty Blood (아오자키 아오코)

2011년
- 캐서린 (캐서린 (k서린))

2012년
- 데드 오어 얼라이브 5 (크리스티)
- 슈퍼 단간론파 [탄환논파] 2 (초고교급 검도가 페코야마 페코)

2018
- 프린세스 커넥트! Re:Dive - 미쓰키

2019
- 캐서린 전신  (캐서린 (k서린))

### 드라마 CD
- 신세기 그랑프리 사이버 포뮬러 PICTURE LAND II 백은의 대결 (스고 아스카)
- 애니메이트 카세트 컬렉션 미소녀전사 세일러문 그 첫 번째 (쓰키노 우사기 / 세일러 문)
- 애니메이트 카세트 컬렉션 미소녀전사 세일러문 그 두 번째 (쓰키노 우사기 / 세일러 문)
- 애니메이트 카세트 컬렉션 미소녀전사 세일러문 그 세 번째 - PRELUDE OF ROMANCE (쓰키노 우사기 / 세일러 문)
- 애니메이트 카세트 컬렉션 미소녀전사 세일러문 R 돌아온 에일과 안! 미소녀 전사들의 꿈을 현실로 작전 발동! (쓰키노 우사기 / 세일러 문 / 프린세스 세레니티)
- 애니메이트 카세트 컬렉션 미소녀전사 세일러문 R 그 두 번째 (쓰키노 우사기 / 세일러 문)
- 애니메이트 카세트 컬렉션 미소녀전사 세일러문 S 남자고 잠입! 드디어 만난 운명의 상대 (쓰키노 우사기 / 세일러 문)
- ARIA (아키라 E. 페라리)
- 1학년 777반 (선생님)

### 외화
- 그레이 아나토미 (메레디스 그레이)
- 빅 화이트 (마가렛 / 홀리 헌터)

### CD
- Lilia ~ from Ys ~
- NG 기사 라무네 & 40 DX 와쿠와쿠 시공 불꽃의 해적판 3
- Mo' Merry
- A Ha Ha
- COTTON COLOR
- BIRTHDAY OF THE SUN
- 아름다운 어른이 되기 위해서
- 해 봐요